# آمیگدال (ترانه)
«آمیگدال» (انگلیسی: Amygdala) ترانه‌ای از خواننده اهل کره جنوبی، شوگا از بی‌تی‌اس است. «آمیگدال» در ۲۱ آوریل ۲۰۲۳، توسط بیگ هیت میوزیک به عنوان چهارمین ترانه از نخستین آلبوم استودیویی شوگا به نام روز دی منتشر شد.

## موزیک ویدئو
شوگا بارها خاطرهٔ یک تصادف رانندگی دردناک را در حالی که در اتاقی گیر افتاده که نشان دهندهٔ ذهن اوست، تجسم می‌کند. نسخهٔ گذشته از خود او سعی می‌کند او را از این اتاق بیرون کند.

## جدول‌های موسیقی
| جدول (۲۰۲۳)                             | بالاترین جایگاه |
| --------------------------------------- | --------------- |
| ۲۰۰ آهنگ جهانی (بیلبورد)                | ۱۶۱             |
| تک‌آهنگ‌های دیجیتال ژاپن (اوریکون)        | ۱۸              |
| دانلود ژاپن (بیلبورد ژاپن)              | ۴۳              |
| تک‌آهنگ‌های داغ نیوزیلند (آرام‌ان‌زی)       | ۲۸              |
| ترانه‌های دیجیتال ایالات متحده (بیلبورد) | ۱۲              |
| ویتنام (ویتنام هات ۱۰۰)                 | ۶۵              |